# 古河郵便局
古河郵便局（こがゆうびんきょく）は茨城県古河市にある郵便局。民営化前の分類では集配普通郵便局であった。

## 概要
住所：〒306-8799 茨城県古河市桜町1-10

## 沿革
- 1872年（明治5年）旧7月 - 古河郵便取扱所として開設[1]。
- 1873年（明治6年） - 古河郵便役所となる。
- 1875年（明治8年）1月1日 - 古河郵便局（四等）となる。翌日より、為替取扱を開始。
- 1878年（明治11年） - 貯金取扱を開始。
- 1899年（明治32年）1月16日 - 古河郵便電信局となる。
- 1903年（明治36年）4月1日 - 通信官署官制の施行に伴い古河郵便局となる。
- 1956年（昭和31年）3月 - 局舎落成。
- 1956年（昭和31年）11月1日 - 電話通話および和文電報受付事務の取扱を開始[2]。
- 1977年（昭和52年）11月28日 - 古河市中央町二丁目から、同市桜町に局舎を新築、移転。
- 1999年（平成11年） - 外国通貨の両替および旅行小切手の売買に関する業務取扱を開始。
- 2007年（平成19年）10月1日 - 民営化に伴い、併設された郵便事業古河支店に一部業務を移管。
- 2012年（平成24年）10月1日 - 日本郵便株式会社発足に伴い、郵便事業古河支店を古河郵便局に統合。

## 取扱内容
- 郵便、印紙、ゆうパック、内容証明
- 貯金、為替、振替、振込、国際送金、国債、投資信託
- 生命保険、バイク自賠責保険、自動車保険、がん保険、引受条件緩和型医療保険
- ゆうちょ銀行ATM
- 古河市の内、旧古河市域（〒306-00xx・306-8xxx）の集配業務
- ゆうゆう窓口

## 風景印
- 図案は『渡良瀬川の葦』・『釣り舟』・『日光連山』
- 使用開始日は1990年（平成2年）4月1日

### 過去の風景印
- 1951年（昭和26年）10月20日 - 1990年（平成2年）3月31日
  - 図案は『狩猟』・『三国橋』・『釣り舟』

## 局長の不祥事
2015年6月10日13時30分、古河郵便局局長が暑中見舞いはがき「かもめーる」の予約実績の上がらない局員４名に対し 「俺は一人殺したことがある。今日売れなかったら帰さない」と恫喝した。 これに対し、郵政産業労働者ユニオンは同年6月18日、日本郵政本社前で抗議した。 この局長の発言は、以前さいたま副都心局で集配課長を務めていた時に、局員を過労自殺させたことを指している。

## 周辺
- 古河歴史博物館
- 古河文学館
- 鷹見泉石記念館
- 国道354号
- 渡良瀬川

## アクセス
- 東日本旅客鉄道（JR東日本）東北本線（宇都宮線）古河駅（西口）から徒歩約14分
- 朝日バス、茨急バス 古河一丁目停留所もしくは台町停留所下車
- 東北自動車道 館林ICから東へ約14 km、加須ICから北東へ約16 km
- 駐車場あり：11台